# Petrus (kyrkomålare)
Petrus var en svensk kyrkomålare verksam under 1400-talets senare hälft.
Petrus medverkade vid dekoreringsmålningen av Alunda kyrka i Uppland där han i orgelläktaren signerat sitt arbete på latin med texten I Herrens år 1465 målades denna kyrka av Johannes och I Herrens år 1465 begrovs här Johannes Iwan som målade högkoret och i det övriga målade Andreas Eriksson och Petrus. Vid en renovering kunde Johannes Iwans kornmålningar återskapas medan Petrus och Andreas Erikssons målningar var förstörda av en brand 1715. Man antar att han även har utfört målningar i Ösmo kyrka, Torshälla kyrka och Vadsbro kyrka.  